# 임신당뇨병
임신당뇨병(妊娠糖尿病, gestational diabetes)은 당뇨병이 없던 여성이 임신 중에 혈당 수치가 올라가는 상태를 말한다. 일반적으로 임신당뇨병 자체가 일으키는 증상은 적지만, 임신당뇨병으로 인해 자간전증이나 우울증의 위험, 제왕절개의 필요성 등이 올라간다. 임신당뇨병을 제대로 치료하지 못한 어머니에게서 태어난 아기는 출생 이후 거구증과 저혈당증, 황달의 위험이 증가한다. 치료하지 않은 경우 당뇨병으로 인해 아기가 사산될 수도 있다. 장기적으로는 아이가 과체중이 되거나, 제2형 당뇨병이 발병할 위험도 커진다.
인슐린 저항성이나 인슐린 생산 감소로 인해 임신당뇨병이 발병할 수 있다. 발병 위험 인자에는 과체중, 임신당뇨병의 과거력, 제2형 당뇨병의 가족력, 다낭성 난소 증후군이 있다. 혈액 검사를 통해 진단한다. 특별히 위험 인자가 없는 경우 임신 24 ~ 28주 사이에 선별검사를 권장한다. 고위험군에 속하는 임산부는 첫 출생전관리 시 검사를 하기도 한다.
임신 전에 정상 체중을 유지하고 운동을 하는 것이 임신당뇨병 예방에 도움이 된다. 당뇨병 식사, 운동, 메트포르민 같은 약물, 인슐린 주사 등으로 임신당뇨병을 치료한다. 대다수의 여성에서는 혈당 수치를 식이 요법과 운동을 통해 관리한다. 임신당뇨병이 발병한 사람들의 혈당 검사는 하루 4번으로 권장된다. 출생 이후 최대한 빠르게 모유 수유를 하기를 권장한다.
연구에 따라 수치는 다르지만 임산부의 3 ~ 9%에서 임신당뇨병이 발병한다. 보통 임신 3분기, 즉 말기에 특히 흔하다. 20세 이하의 1%, 44세 이상의 13%가 임신당뇨병에 걸린다. 아시아인, 아메리카 원주민, 오스트레일리아 원주민, 태평양 섬에 사는 사람들 등의 인종에서 더 발병 위험이 높다. 전체 임신당뇨병의 90%는 아기를 출산한 이후에 사라진다. 그러나 이런 경우에도 제2형 당뇨병 발병 위험은 증가한 상태가 된다.

## 정의와 분류
임신당뇨병은 공식적으로 "임신 중에 처음 발생했거나 인지된, 정도와 상관없는 모든 포도당 불내증"으로 정의된다. 이 정의는 임신 이전에 당뇨병으로 진단되지 않았으나 실제로는 당뇨병이 있었거나, 임신과 동시에 당뇨병이 발병했을 가능성을 인정한다. 임신 후에 증상이 진정되었는지 여부도 진단과 관계가 없다.
임신 24 ~ 28주 이후에도 포도당 불내증이 계속되는 여성을 임신당뇨병으로 진단할 수 있다.
주산기 당뇨병에 관한 연구의 선구자인 프리실라 화이트의 이름을 딴 화이트 분류는 산모와 태아의 위험을 평가하기 위해 널리 사용된다. 화이트 분류에서는 임신당뇨병(A형)과 임신 이전에도 존재했던 당뇨병(B, C, D...형)을 구분한다. 두 그룹 모두 관련된 위험도과 치료에 따라 세분화된다.
화이트 분류 하에서 임신당뇨병의 두 아형은 다음과 같다.
- A1형: 비정상적인 경구포도당부하검사(OGTT) 결과를 보이지만 금식 시와 식후 2시간의 혈당 수치는 정상인 경우이다. 식이 요법만으로도 혈당을 조절하는 데에는 충분하다.
- A2형: OGTT 결과가 비정상적이며 금식 중이나 식후 혈당 역시 비정상이다. 인슐린이나 다른 약물을 통한 추가 치료가 필요하다.

## 위험 인자
임신당뇨병 발생의 고전적인 위험 인자에는 다음과 같은 것들이 있다.
- 다낭성 난소 증후군[10]
- 이전에 임신당뇨병, 당뇨병전기(공복혈당장애, 내당능장애) 진단을 받은 경우
- 부모나 자식, 형제자매 중에 제2형 당뇨병 환자가 있는 가족력
- 여성의 나이가 35세 이상일 경우 위험이 증가
- 남편의 나이가 55세 이상인 경우[11]
- 아프리카계 미국인, 아프리카계 카리브인, 미국 원주민, 히스패닉, 태평양의 섬 출신, 남아시아 출신 등의 인종
- 과체중, 비만, 고도비만[12]
- 이전에 거구증이 있는 아이(출생 시 체중이 상위 90% 이상 또는 4,000g 이상)를 출산한 경우
- 이전에 좋지 않은 산과력이 있는 경우
- 그 외 유전적 위험 인자: 임신당뇨병의 위험을 높이는 특정 다형성을 가진 유전자가 최소 10개 있으며, 가장 주목할 만한 것은 TCF7L2이다.[13]

흡연을 하는 경우 통계적으로 임신당뇨병 위험이 2배로 늘어난다. 몇몇 연구에서는 저신장과 같이 아직 논란의 여지가 있는 위험 인자를 연구하기도 했다.
임신당뇨병 환자의 40 ~ 60%는 크게 눈에 띄는 위험 인자가 없다. 따라서 모든 여성을 대상으로 임신당뇨병 발생을 감시해야 한다는 주장이 힘을 얻는다. 또한 일반적으로 임신당뇨병이 있는 여성은 증상을 나타내지 않아 이 역시 모든 여성을 대상으로 한 감시를 할 이유가 된다. 그러나 일부 환자는 갈증, 소변 양 증가, 피로, 구역질, 구토, 방광의 감염(방광염), 시력불선명 등의 증상을 나타낸다.

## 병태생리학

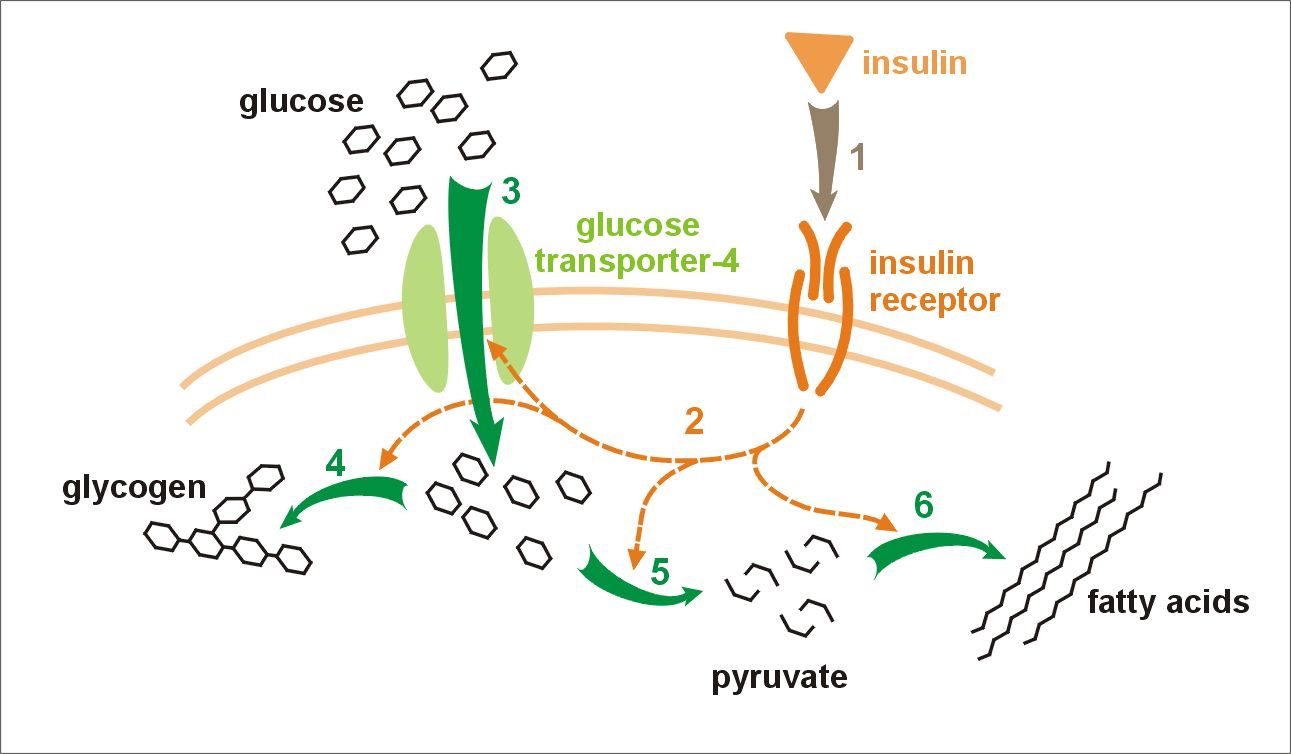
포도당 섭취와 대사에서 인슐린의 효과. 인슐린은 세포막의 수용체에 결합(1)하여 여러 가지 단백질 활성화 경로를 시작(2)한다. 이로 인해 세포막으로 GLUT4가 이동하여 포도당을 안으로 들여보내고(3), 글리코겐 합성(4), 해당과정(5), 지방산 합성(6)이 일어난다.

임신당뇨병의 정확한 발병기전은 아직 알려져 있지 않다. 임신당뇨병의 특징 중 하나는 인슐린 저항성이다. 임신 중에 나오는 여러 호르몬과 다른 인자들은 인슐린 수용체에 결합하여 인슐린 작용을 방해한다고 생각된다. 이러한 방해 과정은 인슐린 수용체 이후의 세포 신호 전달 경로 수준에서 발생할 것으로 여겨진다. 인슐린은 대부분 세포로의 포도당 유입을 촉진하므로, 인슐린 저항성은 세포로 인슐린이 적절히 들어가는 것을 막는다. 그 결과 포도당은 혈액 내에 남게 되어 혈당 수치가 올라간다. 이런 인슐린 저항성을 극복하기 위해서는 더 많은 인슐린이 필요하므로 임신 중에는 정상적으로도 1.5 ~ 2.5배의 인슐린이 생산된다.
인슐린 저항성은 임신 중기에 일어나는 정상적인 현상이며, 임신당뇨병이 있는 경우 인슐린 저항성 수준이 제2형 당뇨병이 있는 임신하지 않은 여성 수준으로 진행한다. 인슐린 저항성은 자라나는 태아에게 포도당 공급을 확보하기 위한 것으로 생각된다. 임신당뇨병이 있는 여성은 이자의 베타 세포에서 인슐린 생산을 늘리는 것만으로는 보상할 수 없는 인슐린 저항성을 갖게 된다. 태반의 호르몬이 임신 중 인슐린 저항성 발생을 매개한다고 여겨지고, 그보다 정도는 약하지만 임신 중 지방 축적 증가 역시 관여할 수 있다. 코르티솔과 프로게스테론이 주된 원인이지만, 사람태반락토겐, 프로락틴, 에스트라디올 역시 기여한다. 다변량 단계적 회귀분석에서는 렙틴, 종양괴사인자 알파, 레지스틴이 다른 태반 호르몬과 함께 임신 중 발생하는 인슐린 감수성 감소에 관련되어 있다고 밝혔다. 종양괴사인자 알파는 임신 중 인슐린 감수성의 가장 강력한 예측자이다.
왜 일부 여성은 인슐린 필요량의 균형을 맞추지 못해 임신당뇨병에 걸리는지는 불명확하지만, 제2형 당뇨병과 비슷하게 자가면역, 단일 유전자 돌연변이, 비만, 기타 다른 기전들을 통해 이를 설명해 왔다.
임신당뇨병의 임상적 증상은 잘 알려져 있으나 병을 일으키는 생화학적 기전은 잘 알지 못한다. HGF/c-MET 신호전달 경로에 의해 인슐린을 생산하는 베타 세포가 적응하는 것이 발병기전과 관련이 있다는 주장이 있다. 즉 산모와 아기가 생리적으로 필요한 인슐린 양이 임신 중에 증가하므로, 이를 보상하기 위해 이자섬 세포가 산모의 호르몬에 반응하여 변화한다는 것이다. 베타 세포의 변화를 통해 베타 세포의 증식이 늘어나 인슐린 분비도 증가한다.
HGF/c-MET도 베타 세포 재생과 관련이 있으므로, HGF/c-MET 역시 베타 세포 양을 늘려 임신 중 필요한 인슐린을 보상하는 데에 도움을 줄 수 있다. HGF/c-MET 신호전달이 소실되는 경우 베타 세포의 적응이 비정상적으로 일어난다는 것을 뒷받침하는 연구들이 있다.
c-MET는 그 리간드인 간세포성장인자(HGF)에 의해 활성화되는 수용체 티로신 인산화효소(RTK)의 일종으로, 여러 가지 세포 수준 과정의 활성화에 관여한다. HGF가 c-MET에 결합하면 수용체는 동종이량체를 이루고 스스로 인산화하여 SH2 도메인을 형성한다. 이로 인해 수용체 하위의 경로가 활성화되어 신호전달 분자인 RAS, MAPK로 인해 세포 운동성과 세포 주기에 영향을 미친다.
연구를 통해 HGF는 인슐린이 더 필요해지는 스트레스 상황에서 중요한 신호전달 분자라는 것이 밝혀졌다. 임신은 인슐린 저항성을 높여 인슐린 수요량을 높인다. 베타 세포는 증식하여 인슐린 생산량을 늘림으로써 이를 보상해야 한다. 이 과정이 모두 일어나지 못하면 임신당뇨병의 표지자가 관찰된다. 임신이 HGF 농도를 상승시킨다는 것이 관찰되었으며, 이는 신호전달 경로와 인슐린 필요량 증가 간의 관련성을 시사한다. 신호전달이 일어나지 못하면 임신당뇨병 발병 가능성이 올라간다.
HGF/c-MET에 의해 조절되는 베타 세포 적응의 정확한 기전은 아직 알려져 있지 않으나, 어떻게 신호전달 분자가 임신 중 인슐린 농도를 증가시키는 데에 관여하는지에 대해서는 여러 가지 가설들이 있다. c-MET이 없을 때 FoxM1 농도가 감소하므로, c-MET은 세포주기 조절에 중요한 분자인 FoxM1과 상호작용할 가능성이 있다. 또한 c-MET이 없을 때 CDKN1B 단백질 농도가 증가한다는 점에서 c-MET은 CDKN1B과 상호작용할 수도 있다. 또 다른 가설에서는 c-MET이 결핍됐을 때 죽는 세포가 늘어나므로 c-MET이 베타 세포의 세포자멸사를 조절할 것이라고 주장하지만, 신호전달 기전을 설명하지는 못했다.
HGF/c-MET이 임신당뇨병을 조절하는 기전은 아직 잘 이해되지 못하고 있지만, 신호전달 경로와 임신 중 충분한 인슐린 생산을 하지 못하는 것 간에는 강한 상관관계가 있다. 따라서 이 경로가 미래 당뇨병 치료의 표적이 될 가능성도 있다.
융합영양막의 미세융모와 기저막에 위치한 GLUT1 운반체의 촉진확산에 의해 태반을 가로질러 포도당이 이동하므로, 이 막이 태반 포도당 수송의 속도 제한 단계일 수 있다. 임신이 진행되며 융합영양막의 포도당 수송체 발현은 2 ~ 3배 증가한다. 마지막으로 GLUT3/GLUT4 수송체도 고려해 볼 대상으로 남아 있다. 임신당뇨병을 치료하지 않을 경우 태아는 높아진 혈당에 노출되어 태아에서 인슐린 농도가 증가한다. (인슐린 자체는 태반을 가로지르지 못한다.) 인슐린의 성장 촉진 효과로 인해 태아가 과도하게 성장하며 거구증이 생길 수 있다. 출생 이후 포도당 농도가 높았던 외부 환경이 사라져도 신생아는 계속 인슐린을 많이 생산하며, 결국 저혈당증이 생기기 쉽게 된다.

## 진단
| 상태         | 식후 2시간 포도당 | 식후 2시간 포도당 | 금식 포도당 | 금식 포도당 | HbA1c    | HbA1c   |
| ------------ | ----------------- | ----------------- | ----------- | ----------- | -------- | ------- |
| 단위         | mmol/L            | mg/dL             | mmol/L      | mg/dL       | mmol/mol | DCCT %  |
| 정상         | < 7.8             | < 140             | < 6.1       | < 110       | < 42     | < 6.0   |
| 공복혈당장애 | < 7.8             | < 140             | 6.1–7.0     | 110–125     | 42–46    | 6.0–6.4 |
| 내당능장애   | ≥ 7.8             | ≥ 140             | < 7.0       | < 126       | 42–46    | 6.0–6.4 |
| 당뇨병       | ≥ 11.1            | ≥ 200             | ≥ 7.0       | ≥ 126       | ≥ 48     | ≥ 6.5   |

| 포도당 부하 없는 혈당 검사 - 금식 포도당 검사 - 식후 2시간 포도당 검사 - 무작위 포도당 검사 |
| 선별용 포도당부하검사                                                                       |
| 경구포도당부하검사 (OGTT)                                                                   |

혈장이나 혈청에서 높아진 포도당 농도를 검출하기 위한 여러 가지 선별검사와 진단 방식이 사용되어 왔다. 한 가지 방법은 선별검사에서 의심되는 결과가 나오면 그 후 진단검사를 시행하는 단계별 접근법이다. 혹은 다낭성 난소 증후군이나 흑색가시세포증이 있는 경우 등 고위험군에 속하는 임산부를 대상으로는 첫 번째 산전 방문 시 더 관련성이 높은 진단검사를 할 수도 있다.
부하 없는 포도당 검사에서는 포도당 용액을 대상자에게 투여하지 않은 채 혈당 수치를 측정한다. 금식 시, 식후 2시간, 또는 단순히 아무 때나 대상의 혈당 수치를 측정한다. 그와는 대조적으로 부하검사에서는 포도당 용액을 마시게 한 후에 혈액 내 포도당 농도를 측정한다. 당뇨병 환자의 경우 포도당 농도가 높게 나타난다. 포도당 용액은 너무 달아서 일부 환자는 불편해 할 수 있으므로 인공적인 맛을 첨가한다. 검사 중 메스꺼움을 호소하는 경우도 있는데, 혈당이 높을수록 더 그런 경향이 있다.
임신당뇨병을 진단하는 최고의 방법이 무엇인지 보이는 연구는 아직 충분히 이루어지지 않았다. 포도당부하검사로 정기적으로 선별검사를 시행하면 위험 인자로만 선별할 때보다 더 많은 임신당뇨병 환자를 찾아낼 수 있다. 선별검사가 산모와 아기에게 미치는 영향에 대해서는 더 많은 연구가 필요하다.

## 예방
임신 중 비타민 D를 보충하는 것이 임신당뇨병 예방에 도움이 될 수 있다. 2015년의 한 조사에서는 임신 중에 중등도의 운동을 한 경우 임신당뇨병의 예방에 효과적이라고 밝혔다. 반면 2014년의 조사에서는 운동이 중대한 효과를 보이지 않는다고 결론 내렸다. 한편 추가적인 식이 요법이 임신당뇨병 위험을 낮추는지는 불명확하다. 간호사 건강 연구의 데이터에 따르면 건강한 식물 위주 식단이 낮은 임신당뇨병 위험과 관련이 있다고 밝혔다.
다이어트와 운동 요법은 과도한 임신 중 체중 증가를 예방하여 임신당뇨병 비율을 줄이기 위해 설계되었다. 그러나 이런 요법들의 영향은 대상자의 체질량지수(BMI)나 연구가 진행된 지역에 따라 다르게 나타났다.
표준 요법에 비해 임신 중에 식이 요법과 운동 요법을 병행하면 임신당뇨병과 제왕절개의 위험이 감소하고 임신 중 체중 증가도 덜하다고 주장하는 중간 수준의 근거가 있다.
임신당뇨병을 앓았던 여성이 임신 중에 식사, 운동, 교육, 생활 방식을 바꾸면 미래에 다시 임신했을 때 임신당뇨병 발생 가능성이 낮아진다는 주장도 있다. 그러나 여러 번의 임신 사이에 예방 요법을 시행했을 때 다시 임신당뇨병에 걸릴 가능성이 낮아지는지 보인 연구는 없다.

## 관리

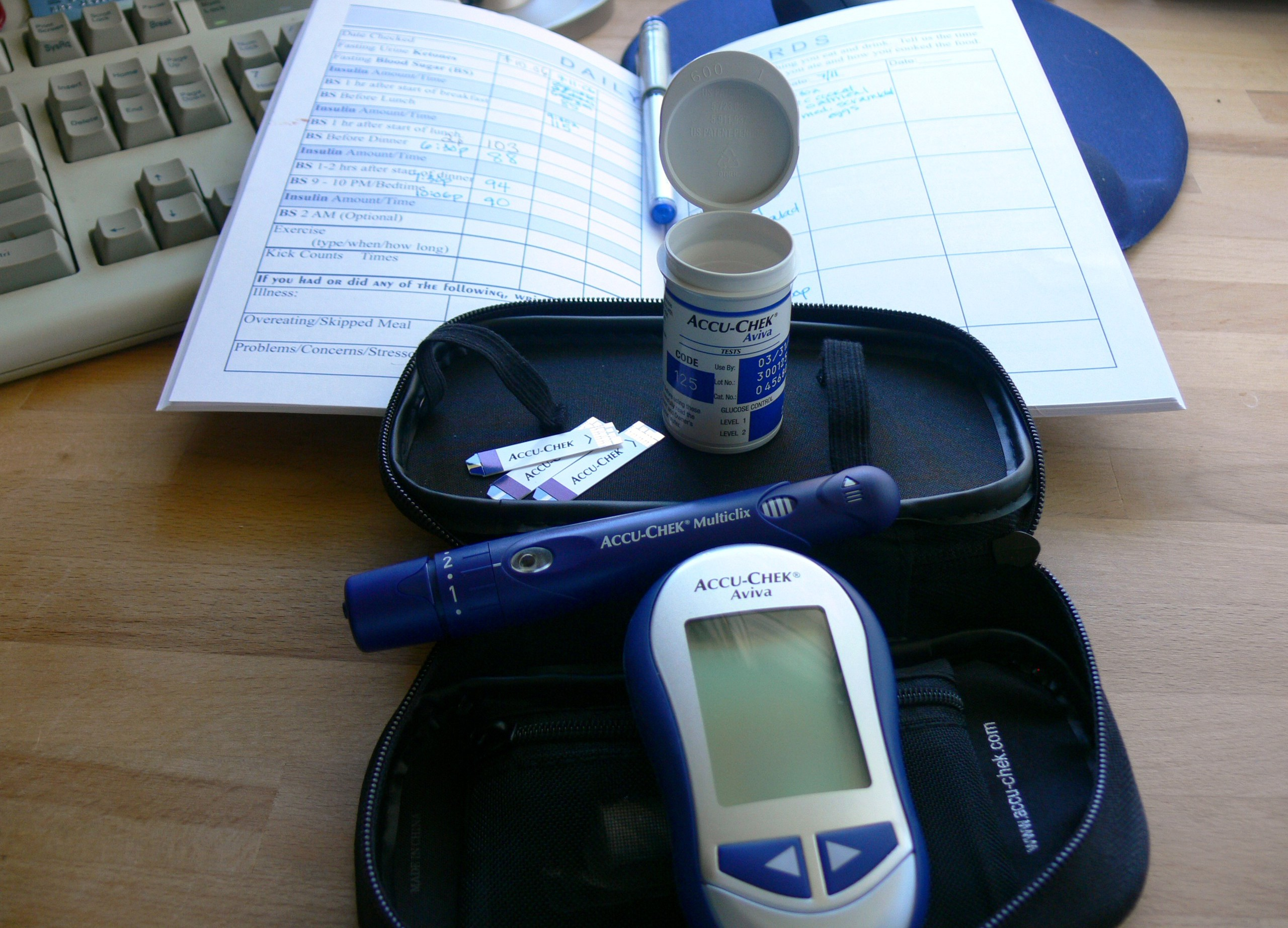
임신당뇨병을 앓는 여성이 사용하는 키트

식이 요법과 인슐린을 통해 임신당뇨병을 치료하여 환자와 아이의 건강상 문제를 줄일 수 있다. 임신당뇨병 치료는 더 많은 분만유도로 이어진다.
분만 이후 6개월까지는 반복적인 OGTT를 시행하여 당뇨가 사라졌다고 확인해야 한다. 그 후에는 제2형 당뇨병에 대한 정기적인 선별검사를 할 것을 권장한다.
생활 방식의 변화에는 운동, 식이 요법, 행동적인 개입, 휴식, 혈당 자가 감시, 혼합 요법 등이 있다. 임신당뇨병을 앓는 여성이 생활 방식을 바꿨을 때 그렇지 않은 경우보다 산후 우울증에 덜 걸리며, 출산 이후 목표로 하는 체중 감소치에 도달할 가능성이 더 높다. 또한 이들이 나은 아기는 거구증을 덜 보이며 출생 시 체지방 비율도 적다. 생활 방식 변경 요법 중 어느 치료가 가장 좋은지에 대해서는 추가적인 연구가 필요하다. 임신당뇨병 환자가 프로바이오틱을 쓰는 경우도 있지만 혈당이나 고혈압, 분만유도에 대한 프로바이오틱의 효과는 불명확하다.